# Palinodie
 (août 2025).
Si vous disposez d'ouvrages ou d'articles de référence ou si vous connaissez des sites web de qualité traitant du thème abordé ici, merci de compléter l'article en donnant les références utiles à sa vérifiabilité et en les liant à la section « Notes et références ».
Ne doit pas être confondu avec Palynodie.
Une palinodie (du grec πάλιν, palin, « en arrière », et ὠδή, ôdê, « chant ») est la partie d'un texte — en général la conclusion — dans laquelle l'auteur révoque volontairement tout ce qu'il s'est efforcé de démontrer dans le développement. Cet effet de rétractation à l’égard de soi-même est utilisé en littérature, théâtre ou poésie.
Un texte entier est une palinodie s'il contredit un premier texte du même auteur. Le second texte peut suivre directement le premier ou être différé (tirades de théâtre, discours entrecoupé par un autre, puis repris). 
D'une façon générale, une palinodie désigne le fait de se contredire ou plus largement toute forme de rétractation ou de désaveu de ce que l'on a dit.

## Exemples
La palinodie de Socrate dans le Phèdre de Platon (243 a - b) et dans Les Regrets de Joachim du Bellay, on trouve au sonnet CXXX la palinodie du sonnet XXXI.
Jean-Jacques Rousseau dans l'avertissement qui précède son Discours sur les sciences et les arts publié en 1749, écrit, afin de critiquer lui-même la portée de son ouvrage : « Qu’est-ce que la célébrité ? Voici le malheureux ouvrage à qui je dois la mienne. Il est certain que cette pièce qui m’a valu un prix et qui m’a fait un nom est tout au plus médiocre et j’ose ajouter qu’elle est une des moindres de tout ce recueil. »
Pour l'ancien ministre et maire de Marseille, Gaston Defferre, ce mot était synonyme des atermoiements politiques. Amateur de yachting à voile, il baptisa ses voiliers de course au large  successifs du nom de Palynodie (il y en eut six au total), avec un [Y] en référence à Paly de Barbarin, sa seconde femme.

### Citations
« Par contre, l’ex-Mme Shaw était visiblement l’objet d’une sympathie universelle. Chose qui, dans ce pays rigoriste – à cette époque-là, du moins ! – était une étonnante palinodie. » (Telle qu'elle était en son vivant, Maurice Constantin-Weyer, 1936)
Thierry Lhermitte, dans le film Le père Noël est une ordure : « Je n'aime pas dire du mal des gens, mais effectivement, elle est gentille. »